# 絲腫鰓長蝽
絲腫鰓長蝽（学名：Arocatus sericans）为長蝽科鰓長蝽屬下的一个种。